# Valzinho
Norival Carlos Teixeira (Rio de Janeiro, 26 de dezembro de 1914 — Rio de Janeiro, 25 de janeiro de 1980), conhecido como Valzinho, foi um artista plástico, compositor e violonista brasileiro.
Compositor marcado pelo avanço de suas harmonias para a época em que compunha, anos 30 a 50, considerado por muitos, nomeadamente Radamés Gnattali e Hermínio Bello de Carvalho, como um dos precursores da Bossa Nova.

## Biografia
Valzinho era irmão mais velho do também compositor Newton Teixeira.

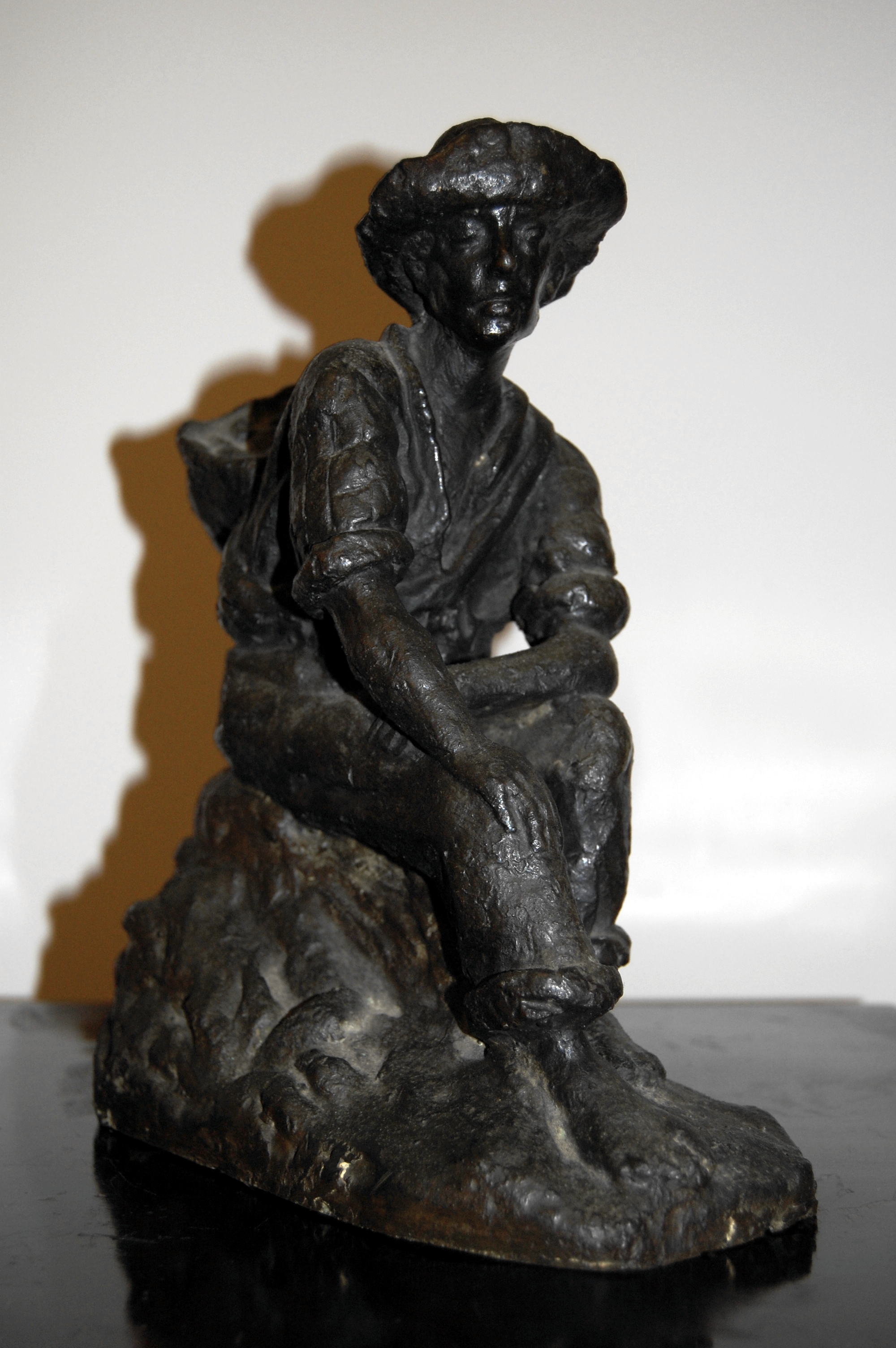
O Laranjeiro, escultura feita por Valzinho

### Trajetória profissional
Fez parte ainda do grupo "Bossa Clube" de Garoto, que influenciou Valzinho marcadamente, e bebiam a inevitável influência da cultura norte-americana do final da Segunda Guerra Mundial.
Seus maiores sucessos foram "Tudo foi surpresa", sua primeira música composta em 1937 em parceria com Peterpan, que foi  gravada por Aracy de Almeida, Elizeth Cardoso e Dalva de Oliveira no álbum  É Tempo de Amar, e cantada em shows por Paulinho da Viola, entre outros, e "Doce Veneno", gravada por em 1945 por Marion (uma de suas musas inspiradoras) e o pelos Milionários do Ritmo, na gravadora Continental. "Doce Veneno" ainda foi gravada por Jamelão, Cynara, Maria Creuza, em um LP que levou o nome da música, Paulinho da Viola no álbum Paulinho da Viola (1968), as cantoras Zezé Gonzaga e Jane Duboc no álbum Clássicas (álbum), e pela dupla sertaneja Cezar & Paulinho em Cezar & Paulinho - Vol. 8, entre outros.
Em 1979, um ano antes de sua morte, numa iniciativa de Hermínio Bello de Carvalho, foi gravado um LP por Zezé Gonzaga, acompanhada pelo Quinteto Radamés Gnattali, somente com músicas de Valzinho, chamado "Valzinho: Um Doce Veneno", lançado pelo MIS/Copacabana.

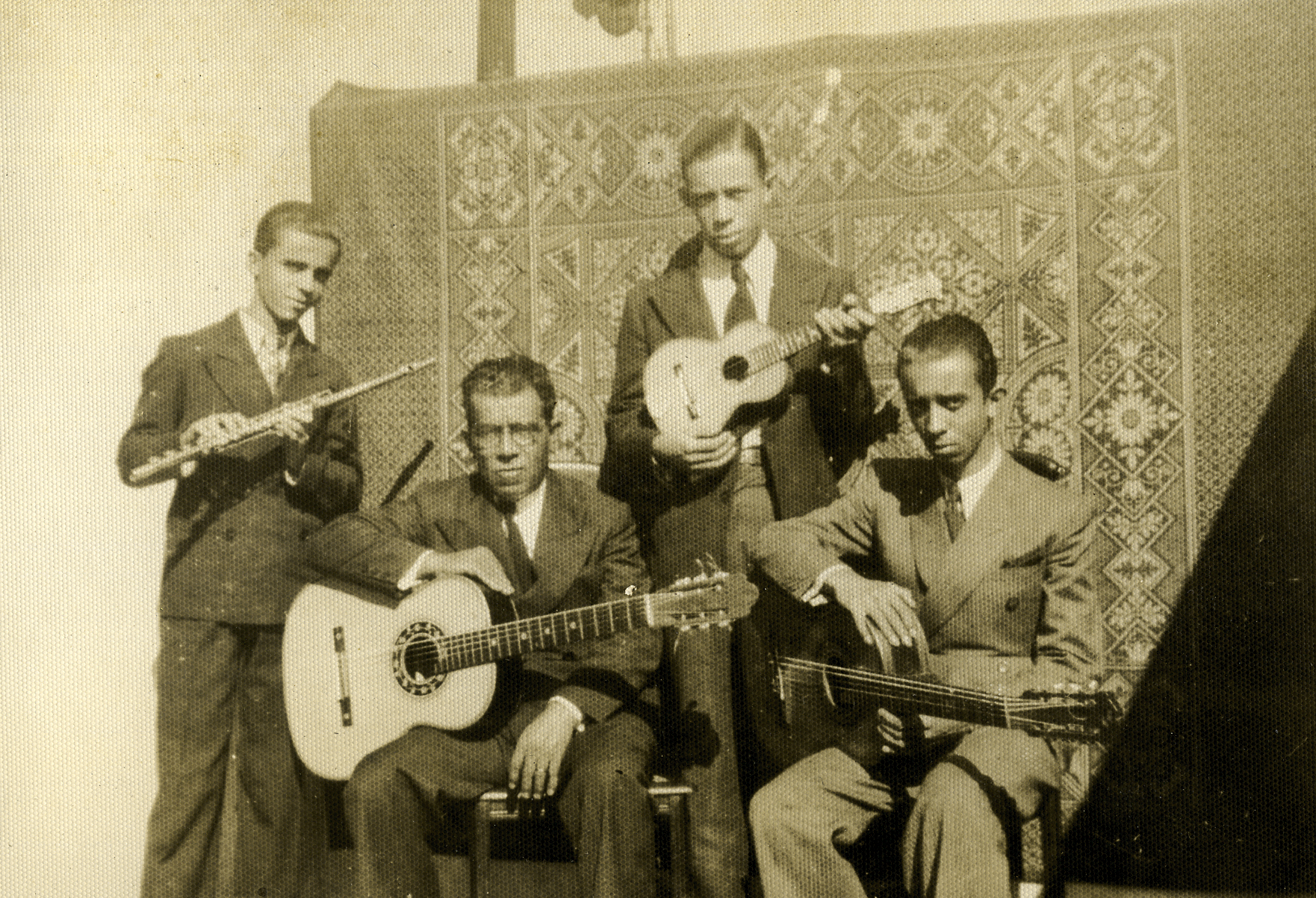
Os Teixeiras: o irmão Neuwaldo Teixeira na flauta, o pai Edgard Carlos Teixeira no violão, Valzinho no cavaquinho e o irmão Newton Teixeira no violão. (Fonte: álbum de família)

## Discografia
- (1979) Valzinho, um doce veneno com Zezé Gonzaga, Quinteto Radamés Gnatalli e Valzinho.